# NGC 4784
NGC 4784 é uma galáxia lenticular (S0) localizada na direcção da constelação de Virgo. Possui uma declinação de -10° 36' 46" e uma ascensão recta de 12 horas, 54 minutos e 37,0 segundos.
A galáxia NGC 4784 foi descoberta em 25 de Março de 1786 por William Herschel.